# Teofisto Guingona III
Teofisto "TG" Guingona III (Manilla, 19 april 1959) is een Filipijns politicus. Guingona was van 2004 tot 2010 lid van het Filipijns Huis van Afgevaardigden. In 2010 werd Guingona in navolging van zijn vader Teofisto Guingona jr. gekozen in de Senaat van de Filipijnen.

## Biografie
Teofista Guingona III werd geboren op 19 april 1959 in de Filipijnse hoofdstad Manilla. Hij is een zoon van Teofisto Guingona jr., voormalig minister van justitie en vicepresident van de Filipijnen en Ruthie de Lara-Guingona, voormalig gouverneur van Misamis Oriental. Ook zijn beide opa’s waren al actief als politicus. Teofisto Guingona sr. was gouverneur van Mindanao ten tijde van het Gemenebest van de Filipijnen en Vicente de Lara sr. was net als Guingona’s moeder gouverneur van Misamis Oriental. Guingona studeerde economie en rechten aan de Ateneo de Manila University. In 1981 behaalde hij een Bachelor of Arts-diploma economie en in 1985 volgde een bachelor-diploma rechten.
Guingona werd bij de verkiezingen van 2004 namens het 2e kiesdistrict van de provincie Bukidnon gekozen in het Filipijns Huis van Afgevaardigden. Bij de verkiezingen van 2007 werd hij herkozen. In zijn periode in het Huis van Afgevaardigden zette hij zich in voor meer transparantie in de Filipijns overheid, corruptie binnen het leger en de mensenrechtensituatie in de Filipijnen. Ook gelooft hij dat overheidsfunctionarissen meer ter verantwoording moeten worden gehouden voor hun daden. Hij was een van de drijvende krachten achter de beweging die pogingen deed president Gloria Macapagal-Arroyo af te zetten.
Bij de verkiezingen van 2010 deed Guingona III met succes mee de verkiezingen voor de Senaat van de Filipijnen. Hij had voor de verkiezingen gebroken met de Nacionalista Party, waarvan hij sinds 2006 lid was en deed mee als gastkandidaat van de Liberal Party. In de Senaat is Guingona III onder meer voorzitter van de Committee on Accountability of Public Officers & Investigations, beter bekend als de Blue Ribbon Committee. Deze commissie doet onderzoek naar misstanden binnen de Filipijnse overheid en overheidsbedrijven.  
Guingona III is getrouwd met advocaat Maria Victoria Garcia en heeft met haar een zoon.